# Slovenska Skupnost
Slovenska Skupnost (Unió Eslovena, SSK) és un partit polític italià, actiu al territori anomenat Eslàvia friülana, que es presenta a les eleccions regionals de Friül-Venècia Júlia i defensa els drets de la minoria eslovena a les províncies de Trieste i Gorizia. Rep el suport de les organitzacions catòliques eslovenes com la Societat Hermagores i el Consell d'Organitzacions Eslovenes.
Nasqué de la fusió de la Unio Democràtica Eslovena (Slovenska demokratska zveza) i la Unió Social Cristiana (Krščanska socialna zveza), organitzacions eslovenes anteriors a la Segona Guerra Mundial. Entre els fundadors hi havia Avgust Sfiligoj, Andrej Uršič, Engelbert Besednjak i Josip Agneletto. Es constituí el 1962 per a presentar-se a les eleccions regionals de Friül-Venècia Júlia de 1964, a les que va obtenir un escó, que ha mantingut a les eleccions posteriors. A les eleccions legislatives italianes de 1992 es presentà en la llista Federalisme (PSd'Az-UV) en coalició amb el Partit Sard d'Acció, Unió Valldostana i Union für Südtirol. Posteriorment s'ha presentat a les eleccions italianes dins les coalicions de centreesquerra La Margherita. i l'Ulivo
A nivell regional no ha passat de tenir un representant a l'Assemblea regional, i a nivell municipal té les alcaldies d'alguns municipis com San Floriano del Collio i San Dorligo della Valle. Ha obtingut el 44,4% a Monrupino, 43,1% a San Floriano del Collio, 25,4% a Savogna d'Isonzo, 21,0% a Doberdò del Lago, 20,5% a Sgonico, 18,2% a San Dorligo della Valle, 17,4% a Duino-Aurisina i 4,9% a Gorizia, municipis propers a la frontera eslovena, així com el 18,1% a Drenchia, 7,5% a San Leonardo (Udine), 7,1% a Grimacco, 5,8% a San Pietro al Natisone i 4,7% a Stregna.
A les eleccions regionals de 2003 assolí la representació per a Mirko Špacapan. A les eleccions regionals de 2008 va donar suport al candidat de centreesquerra Riccardo Illy, que fou derrotat. No obstant això, va obtenir 7.003 vots (1,24%) i Igor Gabrovec fou elegit diputat.